# Roman Dressler
Roman Dressler, né le 20 août 1889 à Jablonec nad Nisou où il est mort le 20 juillet 1963, est un peintre tchécoslovaque.

## Biographie
Il expose au Salon des indépendants en 1927 et 1928. 